# Tais-toi, ma tristesse, tais-toi
Pour plus de détails, voir Fiche technique et Distribution.
Tais-toi, ma tristesse, tais-toi (en russe : Молчи, грусть... молчи, Molchi, grust… molchi) est un film russe de Piotr Tchardynine sorti en 1918.

## Synopsis
Paula est une artiste de cirque. Son mari Lorio, acrobate et clown, porté sur la boisson, a un accident. Alors qu'ils sont réduits à jouer dans les rues, la beauté de Paula attire l'attention de plusieurs hommes : Zaritskiy, Telepnev, Volyntsev.

## Analyse
« Molchi, grust… molchi » est le premier vers d'une chanson bien connue de l'époque. Elle apparaît comme un leitmotiv, à quatre reprises dans les intertitres et la ballade est jouée par les musiciens qui accompagnent le film lorsque Paula joue de la guitare dans les rues, lorsque, devenue courtisane, elle joue du piano, et lorsque Lorio, abandonné par sa femme, joue du violon. Le film apparaît ainsi comme le développement d'une histoire inscrite dans la chanson.
Malgré la complexité du scénario, le film, qui réunit les plus grandes vedettes de l'époque, est un succès. L'histoire d'une femme cherchant à s'élever socialement est typique du mélodrame des débuts du cinéma russe, et Molchi, grust... molchi en réunit tous les clichés : la jeune femme, pauvre, s'éprenant d'un séducteur, fortuné, ce qui mène à une fin tragique.
En 1921, lors de la NEP, la première salle de projection privée à ouvrir ses portes fait salle comble avec Molchi, grust… molchi, ce qui atteste sa popularité auprès des foules.
Sorti en deux parties, il ne reste de nos jours de Tais-toi, ma tristesse, tais-toi que 44 minutes de la première partie.

## Fiche technique

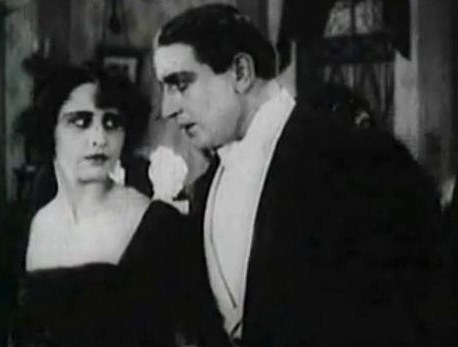
Vera Kholodnaïa et Ossip Runitsch

- Titre original : Молчи, грусть... молчи (Molchi, grust... molchi)
- Titre français : Tais-toi, ma tristesse, tais-toi
- Réalisation : Piotr Tchardynine
- Photographie : Vladimir Siversen
- Production : Dmitri Kharitonov (ru)
- Pays de production : Russie
- Langue : russe (intertitres)
- Format : Noir et blanc
- Date de sortie : 1918

## Distribution
- Vera Kholodnaïa : Paula
- Piotr Tchardynine : Lorio
- Ossip Runitsch : Zaritskiy
- Vitold Polonski : Telepnev
- Vladimir Maksimov : Volyntsev